# Martin Kloyer
Martin Kloyer (* 18. Januar 1966 in Starnberg) ist ein deutscher Ökonom.

## Leben
Nach dem Abitur 1985 am Gymnasium Tutzing erwarb Kloyer 1992 den Diplom-Kaufmann an der FU Berlin und 1995 die Promotion zum Dr. rer. pol. an der FU Berlin. Nach der Habilitation 2005 (venia legendi für Betriebswirtschaftslehre) in Jena bei Reinhard Haupt, Roland Helm und Hans Georg Gemünden war er von 2007 bis 2009 Dozent für Innovations-Management (MBA, Siemens Corporate MBA), Steinbeis-Hochschule Berlin / SIBE. Er war von 1998 bis 2007 wissenschaftlicher Assistent an der Universität Jena. Er lehrte von 2008 bis 2009 als ordentlicher Professor an der Privaten Hanseuniversität. 2009 war er Dozent für Management an der University of Cooperative Education in Stuttgart. Er war von 2010 bis 2012 Associate professor, Research Group for Innovation Management, Department of Business Administration der Universität Aarhus. Seit 2012 ist er Inhaber des Lehrstuhls für ABWL sowie Organisation und Personalwirtschaft (seit 2014: für ABWL sowie Organisation, Personalwirtschaft und Innovationsmanagement) an der Rechts- und Staatswissenschaftlichen Fakultät der Universität Greifswald.